# 戦争遺跡

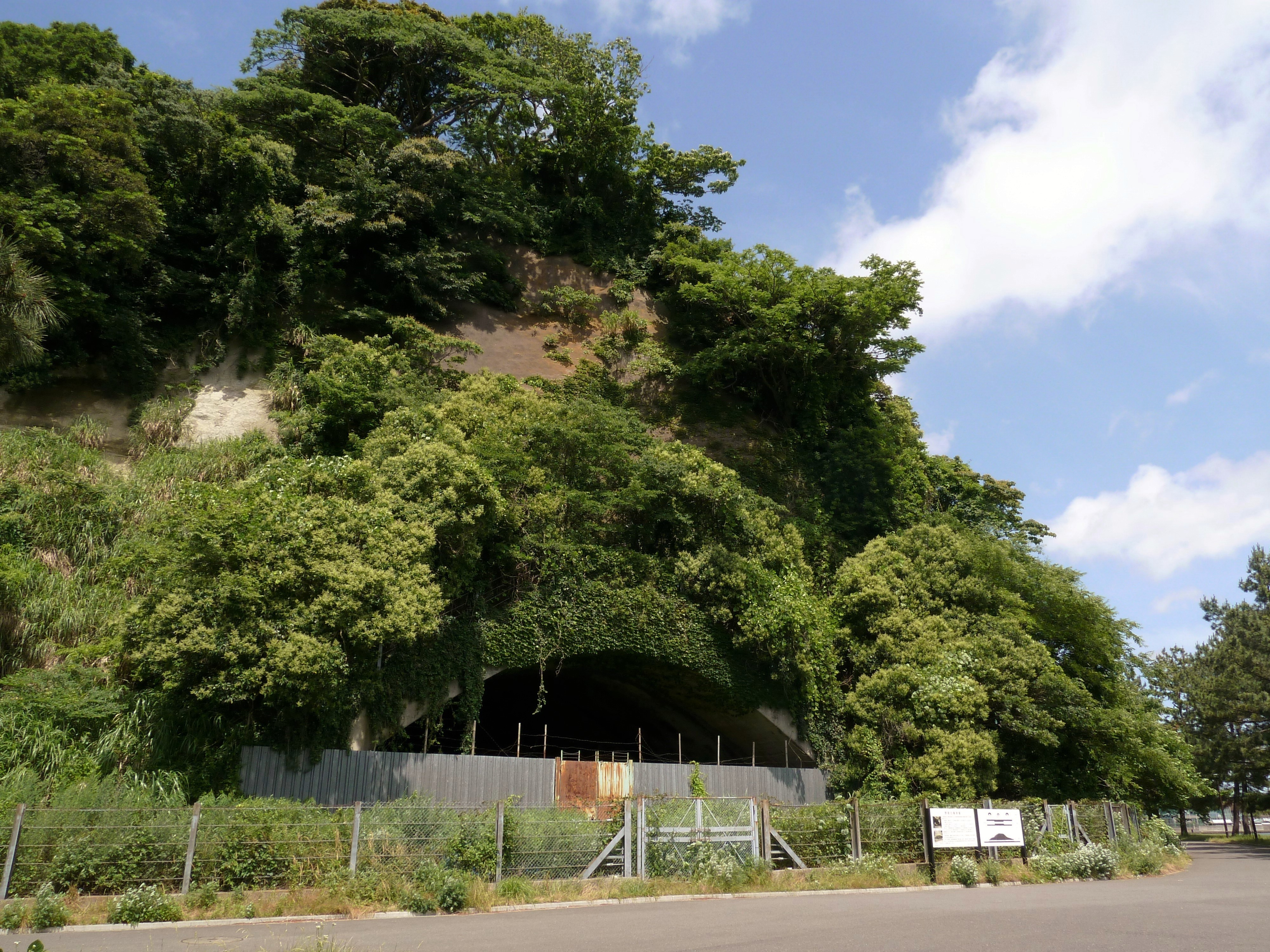
戦争遺跡の例。日本最大級の掩体壕である横浜市の野島掩体壕。

戦争遺跡（せんそういせき）は、戦争の痕跡、戦跡、戦蹟。戦争のために造られた施設や、戦争で被害を受けた建物などで、現在もそのままないし遺構として残っているものを含む。かつての戦争の時代を物語る遺跡であり、後世に伝えることで歴史の生きた教材になりうる。

## 概要
戦争は古代史から近代史まで歴史学の研究の対象とされてきた。一方、モノを扱う考古学は比較的新しい学問であり、考古学が確立された20世紀の遺構は同時代史となることから長らく研究対象とはされなかった。しかし、戦争にかかわる遺構は戦争をビジュアルで知る上で重要と考えられるようになり、1980年代に入って保存を求める声が上がるようになった。
古代から近世にかけての遺跡にも戦争に係るものが多くあるが、これらはもともと歴史学や考古学の研究のために必要に応じて保護されてきており「戦争遺跡」と括る必要はなかった。「戦争遺跡」は調査研究や保護措置が未だ十分に行われていない近代以降の戦争に係る遺跡の保存の重要性からこう呼ばれるようになったものともいえる。
日本には平和博物館が100以上あるが、欧米ではとても少なく、海外では軍事博物館が主流となっており、自国の軍事行動を礼賛するかたちで、加害の部分にはあまり目を向けない傾向がある。行政学の十菱駿武（戦争遺跡ネットワーク）は、「加害と被害を平等に取り上げ過去の歴史から学び平和の問題を考える視点があるのは中国や韓国だが、両国を除けばフランス、ドイツ、ベルギー、オランダぐらいである」と述べている。

## 日本における戦争遺跡
日本には全国におよそ2万から3万か所の戦争遺跡があるといわれ、1980年代半ば頃から、戦争体験を伝える一環として、各地の戦争遺跡の調査や記録、保存運動などが行われてきており、1987年に戦争体験を記録する会『大阪の戦争遺跡ガイドブック』も刊行されている。区分としては「役所や学校などの自治体施設・研究施設・軍隊の駐屯地や演習場跡」・「要塞・飛行場・砲台などの戦闘施設と設備跡」・「軍需工場や軍事物資貯蔵施設跡」・「鉄道・道路・港湾などの公共交通流通のための人工構造物跡」・「病院や保養所・捕虜収容のための施設跡」・「陸海軍埋葬地や墓地」・「防空壕跡や慰霊碑」・「戦跡・空襲被害地や場所」などがある。

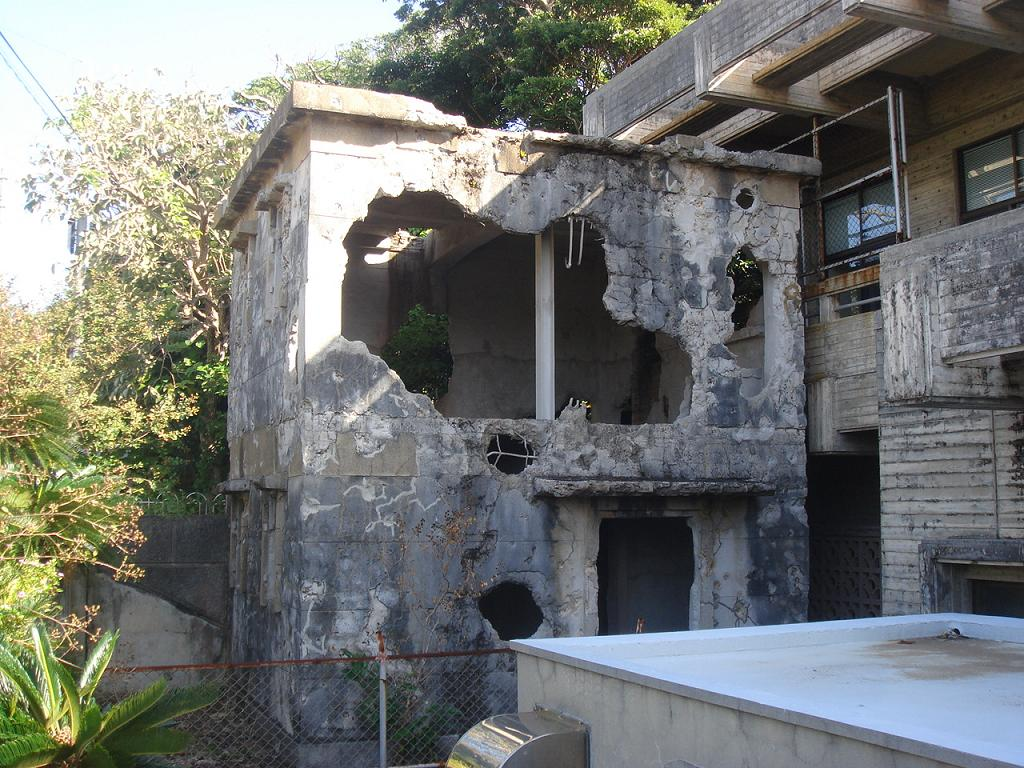
公益質屋跡(伊江島)

自治体による文化財指定の最古は1977年の沖縄県伊江島公益質屋（戦争で被災）の指定である。戦争に使われた遺跡という類では南風原町の沖縄陸軍病院南風原壕群20号が1990年（平成2年）に全国で初めての自治体指定文化財となった。太平洋戦争に関する国指定の史跡は少ない。
戦争遺跡が文化財の指定を多く受ける流れに変化したのは、戦後50年を経た1995年だったという。戦争体験者が減り、戦争の記憶を語り継ぐ語り部が「ひと」から「もの」へと移行する中で、戦争遺跡の保存・活用の流れが強まった。また戦争遺跡が都市開発などによって消滅するスピードが速まり、歴史の証人である戦争遺跡を失えば、平和の価値や未来への指針もわからなくなるという危機感から、「戦争遺跡ネットワーク」が結成されるなどの動きも生じ、文化財指定も広がった。
指定を受けたものには、第二次世界大戦期のものが多いが、西南戦争の戦跡なども含まれる。近年では保存措置が講じられたり、文化財として指定される事例も出ている。しかしながら、その価値が十分に理解されているとは言えず、特に近世の建築遺構と戦争遺跡がかち合う場合、戦争遺跡の調査・保存が軽視されがちなのも事実である。
1995年に原爆ドームが国の史跡に指定され世界遺産にもなっている。軍事遺構としては初めて東京湾要塞跡（明治時代）が2015年に国の史跡に指定されている。
しかし一方で、毎日新聞社が2019年10月から11月にかけて日本の全都道府県に対しアンケート調査を実施したところ、自治体内の全ての戦争遺跡の所在地や概要を把握する全数調査を実施したのが6つの県にとどまることが明らかになり、日本において戦争体験の風化が進む中、自治体が戦争遺跡の保護に及び腰になっていることと、戦争遺跡の全体像の把握が進んでいない現状が浮き彫りとなっている。

### 戦跡
- 沖縄戦跡国定公園
- 安脚場戦跡公園

### 近現代の軍事遺跡
- 軍事関係施設
  - 近衛師団司令部庁舎（東京国立近代美術館工芸館）（国史跡）
  - 猿島砲台（東京湾要塞（軍事施設としては初の国の史跡））
  - 満州開拓青少年義勇軍訓練所
  - 帝国陸軍大阪第四師団司令部庁舎（大阪城公園内）
  - 大阪砲兵工廠
  - 帝国陸軍姫路第十師団兵器・被服庫（現姫路市立美術館国宝姫路城内）
  - 海軍兵学校
  - 善通寺偕行社（国史跡）
  - 支那囲壁砲台（登録有形文化財）
  - 金沢陸軍兵器支廠（石川県歴史博物館）（国史跡）
  - 第九師団司令部（石川県庁舎石引分室）
  - 大湊海軍通信隊根室分遣所（根室市歴史と自然の資料館）
  - 歩兵第4連隊兵舎（仙台市史跡）
  - 旧呉海軍工廠塔時計（市有形文化財）
  - 旧弘前偕行社（重要文化財）
  - 旧呉鎮守府司令長官官舎（重要文化財）
  - 舞鶴旧鎮守府倉庫施設 舞鶴海軍兵器廠魚形水雷庫（重要文化財）
  - 鹿島海軍航空隊本部庁舎（大山湖畔公園として整備中）
  - 筑波海軍航空隊司令部庁舎（筑波海軍航空隊記念館）
- 照空隊陣地
  - 舞岡熊之堂遺跡:陸軍第12方面軍・高射第1師団・第117連隊・第3大隊・第14中隊の照空隊陣地（宮根陣地）跡（神奈川県横浜市戸塚区）

### 軍事関連施設遺跡
- 軍事工場

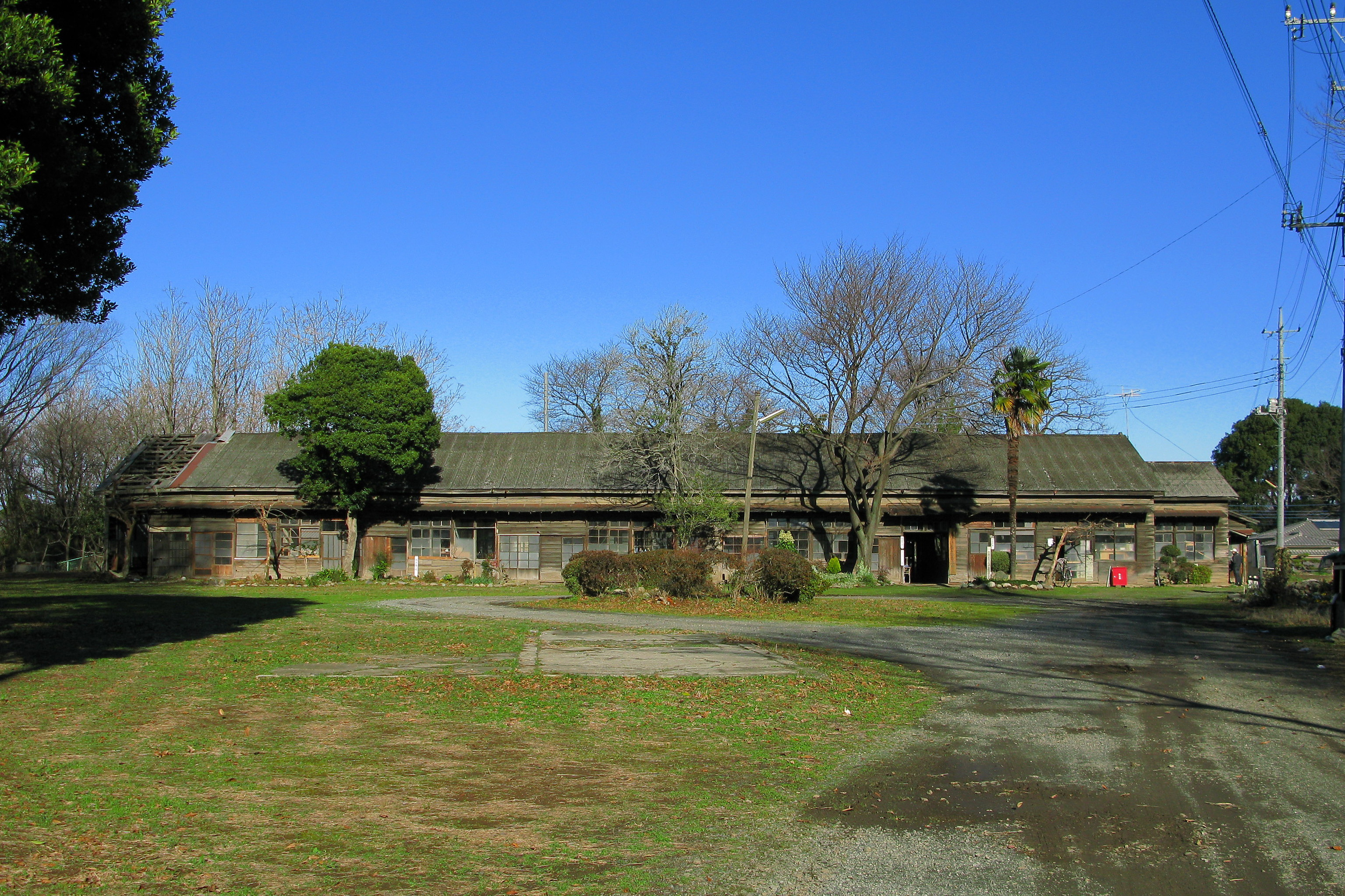
熊谷陸軍飛行学校桶川分教場（非現存）

  - 里山辺地下工場・中山半地下工場（長野県松本市）
  - 上田地下飛行機工場（長野県上田市）
  - 鶉野飛行場及び川西航空機姫路製作所鶉野工場（兵庫県加西市）
  - 旧東京第二陸軍造兵廠 香里製造所煙突（枚方市史跡）
  - 東京第二陸軍造兵廠 板橋火薬製造所跡（国の史跡）
  - 宇品陸軍糧秣支廠缶詰工場（広島市文化財）
  - 多摩火薬製造所跡
  - 豊川海軍工廠旧第一火薬庫・旧第三信管置場（豊川市史跡）（愛知県豊川市豊川海軍工廠平和公園)
- 防空壕・地下坑道など
  - 松代大本営跡
  - 浅川地下壕
  - 日吉台地下壕
  - タチソ（中部軍司令部/川崎航空機の高槻地下工場として建設が進められたトンネル群。大阪府高槻市成合）
  - 沖縄陸軍病院南風原壕群20号（初の自治体指定の太平洋戦争史跡）
  - みどり市防空監視哨跡（東村時代に村指定文化財）
  - 赤山地下壕跡（千葉県館山市）
- 掩体壕（複数が文化財指定されている）
  - 野島掩体壕 - 日本最大級の巨大掩体壕（※文化財は未指定）
  - 前浜掩体群 - 高知県南国市の史跡に指定
- 神風特別攻撃隊関連
  - 熊谷陸軍飛行学校桶川分教場（桶川市指定文化財）
- その他
  - 板東俘虜収容所（国史跡）

### 被災建造物・記念物
- 旧日立航空機立川工場変電所（東大和市史跡）
- 半田赤レンガ建物
- 原爆ドーム（国史跡）
- 長崎原爆遺跡（国史跡）
- ひめゆりの塔

その他はCategory:日本の軍事遺跡一覧を参照。

## アメリカ合衆国の戦争遺跡
- アサン・ビーチ（グアム）
- ガアン・ポイント（グアム）

## スマトラ（インドネシア）の戦争遺跡
- 「日本の穴」現地では戦時中日本軍の作った防衛用のトンネル、トーチカ、塹壕などをlubang japang（日本の穴）と総称する。

- パダンの「日本の穴」

- メダンの「日本の穴」紘原神社趾
- バトゥバラの「日本の穴」